# Pliolymbus baryosteus
Pliolymbus baryosteus — викопний вид птахів родини пірникозових (Podicipedidae), що існував на початку плейстоцену (1,88-0,78 млн років тому). Скам'янілі рештки птаха знайдені у Мексиці.